# Pseudattulus beieri
Pseudattulus beieri là một loài nhện trong họ Salticidae.
Loài này thuộc chi Pseudattulus. Pseudattulus beieri được Lodovico di Caporiacco miêu tả năm 1955.